# Maurice Benet
Maurice Benet (* 5. November 1941 in Saint-Étienne) ist ein ehemaliger französischer Radrennfahrer.

## Sportliche Laufbahn
Benet (auch Bénet) war im Straßenradsport aktiv. 1964 gewann er das Etappenrennen Tour du Loir-et-Cher vor Guido Reybroeck. 1965 gewann er in diesem Rennen eine Etappe. Auch in der Route de France 1964 holte er einen Etappensieg. 
Von 1963 bis 1967 war er Unabhängiger und Berufsfahrer, er begann im Radsportteam Mercier. In der Tour de l’Avenir 1965 wurde er 32., in der Internationalen Friedensfahrt 33. 1966 wurde er Dritter im Circuit des Boucles de la Seine. 1966 fuhr er die Tour de France und kam auf den 59. Gesamtrang.